# Джиміні Цвіркун
Джиміні Цвіркун (англ. Jiminy Cricket) — діснеївська версія Балакучого Цвіркуна, вигаданого персонажа, створеного італійським письменником Карло Коллоді для його дитячої книги 1883 року «Пригоди Піноккіо», яку Волт Дісней адаптував в анімаційному фільмі «Піноккіо» 1940 року. Спочатку безіменний, другорядний персонаж у романі Коллоді, якого вбиває Піноккіо, перш ніж він повертається у вигляді привида, він був перетворений для діснеївської адаптації в комічного і дотепного партнера, який супроводжує Піноккіо в його пригодах, будучи призначеним Блакитною Феєю (відомою в книзі як «Фея з бірюзовим волоссям») служити офіційною совістю Піноккіо. У фільмі він співає «When You Wish Upon a Star», фірмову пісню «Walt Disney Company», та «Give a Little Whistle».